# Miguel IX Paleólogo
Miguel IX Paleólogo (en griego: Μιχαήλ Θ΄ Παλαιολόγος, romanizado: Mikhaēl IX Palaiologos; Constantinopla [actual Estambul, Turquía], 17 de abril de 1277 - Tesalónica [actual Grecia], 12 de octubre de 1320) coemperador bizantino con su padre, Andrónico II desde 1295 que, a pesar de sus esfuerzos en la lucha contra los turcos y en la resistencia contra las invasiones de los mercenarios catalanes, fue incapaz de revertir la decadencia del Imperio.
En 1303, Bizancio empleó como mercenarios a la Gran Compañía Catalana, dirigido por Roger de Flor, que pronto comenzó a atacar y robar a los bizantinos y a los turcos por igual. Con la esperanza de deshacerse de ellos, Miguel organizó el asesinato de Roger de Flor en el palacio imperial en abril de 1305. Los catalanes luego se rebelaron y asolaron las ciudades de Tracia durante varios años antes de pasar a Tesalia. Durante su largo reinado como coemperador, desempeñó un importante papel en los acontecimientos más significativos de la época. A pesar del hecho de que no le faltaba valor, las guerras que libró contra los otomanos, catalanes y búlgaros no consiguieron ningún éxito significativo. Murió el 12 de octubre de 1320 en Tesalónica.

## Biografía

### Primeros años
Miguel IX Paleólogo fue el hijo mayor del emperador Andrónico II y la princesa húngara Ana. Nació el 17 de abril de 1277. Jorge Paquimeres escribe que el hijo primogénito fue un gran consuelo para el emperador Andrónico II, entristecido por la prematura muerte de su esposa Ana. El mismo autor afirma que mientras su abuelo, Miguel VIII, aún estaba vivo, posiblemente en 1281, Miguel IX fue aclamado basileos («rey») y el segundo coemperador, mientras que su padre, Andrónico II, fue el primer coemperador. A pesar de su aclamación, Miguel no fue coronado hasta años después, el 21 de mayo de 1295, en la iglesia de Santa Sofía y en el día de la fiesta de San Constantino, según la costumbre. Su coronación es un punto de inflexión en la historia de la realeza conjunta en Bizancio, ya que fue entonces cuando el hijo mayor de Andrónico II recibió también el derecho al título de emperador, convirtiéndose así en basileos autocrátor (rey-emperador) y aproximándose al de primer emperador en lo que respecta al poder de autoridad.

### El matrimonio del joven emperador
Andrónico II quiso asegurar a su hijo y heredero una novia de una ilustre casa, obteniendo simultáneamente ventajas políticas y diplomáticas. Por esta razón comenzaron a elaborarse desde muy temprano en Constantinopla los planes para el matrimonio del joven Miguel IX y las negociaciones comenzaron en 1288, cuando tenía apenas 11 años de edad. Su novia iba a ser Catalina de Courtenay, la emperatriz titular del Imperio latino de Constantinopla, así una unión personal entre las dos dinastías podría evitar la constante amenaza de un ataque de Occidente con el fin de restablecer el Imperio latino. Las negociaciones se prolongaron durante muchos años y finalmente terminaron en pesar, un hecho que obligó a Andrónico II a buscar alternativas. Una de ellas fue Violante de Aragón y Sicilia, hermana de Federico, rey de Sicilia.
El emperador, sin embargo, no estaba buscando una novia para su hijo exclusivamente en Occidente. En 1294 envió una embajada a la corte del rey de Chipre y después también a la corte del rey de Armenia Menor. Este plan fue frustrado inicialmente, debido a un ataque de piratas, pero Andrónico II no se desanimó y muy pronto envió nuevos emisarios, Juan Glicas y Teodoro Metoquita, que regresaron a Constantinopla con Rita, la hermana de Haitón II de Armenia Menor. La boda de Rita, que recibió el nombre de María en Bizancio, y Miguel IX se celebró con gran pompa y circunstancia el 16 de enero de 1295. De este matrimonio nacieron dos hijos, Andrónico III y Manuel, y dos hijas, Ana y Teodora.

### Las guerras de Miguel IX

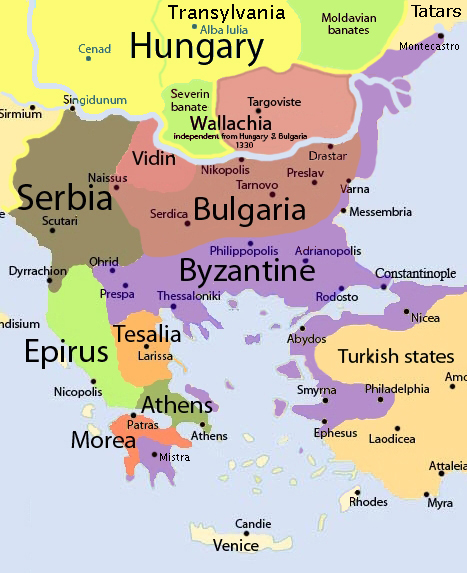
El Imperio bizantino en 1307.

Los primeros deberes del joven emperador fueron de carácter militar y lo llevaron al frente más crítico de Asia Menor, donde tuvo que hacer frente a los otomanos y conservar los territorios bizantinos que tenía. En abril de 1302 Miguel IX, que según Paquimeres dice que hasta ese momento no había visto la acción y estaba ansioso por la oportunidad de distinguirse en el campo de batalla, partió de Constantinopla con grandes esperanzas. Con mercenarios alanos y tropas nativas bizantinas marchó hacia el río Hermos y a la fortaleza de Magnesia. Sin embargo, las tropas bajo el mando del joven emperador no pudieron llegar a enfrentarse con el enemigo en campo abierto, ya que los otomanos luchaban principalmente en emboscadas y solo en raras ocasiones iniciaban escaramuzas. Sin embargo, cuando llegó la noticia de que los otomanos preparaban un masivo asalto contra las tropas bizantinas, Miguel IX se retiró abruptamente a Magnesia y por lo tanto el tan esperado enfrentamiento con los otomanos terminó sin resultados. Después de eso, el joven emperador huyó a Pérgamo y, al acercarse el invierno, la aterrorizada población se retiró junto con las fuerzas imperiales.
Miguel IX no regresó a la capital en el invierno de 1302/1303, sino que permaneció en Asia Menor. Sin embargo, los bizantinos siguieron encontrando pocos éxitos en Oriente a comienzos de la campaña siguiente. Después de su estancia en Pérgamo, el joven emperador estuvo por un período de tiempo en Adramitio. En el verano de 1303 fue primero a Cícico y luego a la fortaleza de Pigas, donde cayó enfermo. María la esposa del emperador se apresuró a llegar a Pigas y, después de haberse recuperado, Miguel regresó con ella a Constantinopla en enero de 1304. Este fracaso de Miguel IX en su primera misión hizo daño a su prestigio, pero incluso después, no consiguió ningún significativo éxito militar.
Antes de que el Imperio tuviera tiempo de recuperarse de la fracasada guerra contra los otomanos, estalló la guerra con los búlgaros. En los primeros meses de 1304 el nuevo emperador de Bulgaria, Teodoro Svetoslav, capturó una serie de fortalezas bizantinas en las laderas de las montañas Hemos. En el verano de ese mismo año siguió un nuevo ataque por el emperador de Bulgaria, pero en esta ocasión también participó el déspota Aldimir. Mientras tanto, un intento bizantino de desestabilizar esta alianza búlgara también fracasó. Después Andrónico II decidió enviar a Miguel IX en una campaña contra los búlgaros, y junto con él al general Miguel Glabas, que, sin embargo, a pesar de su gran experiencia, sufría de una grave enfermedad.
Con el fin de equipar a las recién contratadas tropas, Miguel IX ofreció bienes personales de oro y plata para este ejército que contaba con unos pocos miles de hombres. En agosto de 1304 partió hacia el territorio búlgaro. Los búlgaros demostraron ser un enemigo peligroso, pero Miguel IX obtuvo algunos éxitos. Al principio recuperó algunas zonas y después de abrir una brecha entre el emperador Teodoro Svetoslav y el déspota Aldimir, consiguió recuperar algunas ciudades más. En Bizancio un énfasis especial fueron hechos sobre estos éxitos: el patriarca Atanasio elogió los éxitos de Miguel IX contra los búlgaros, mientras que un anónimo autor exaltó con gran entusiasmo la eficaz acción del emperador en la guerra contra sus vecinos eslavos meridionales.

### Estancia en Europa

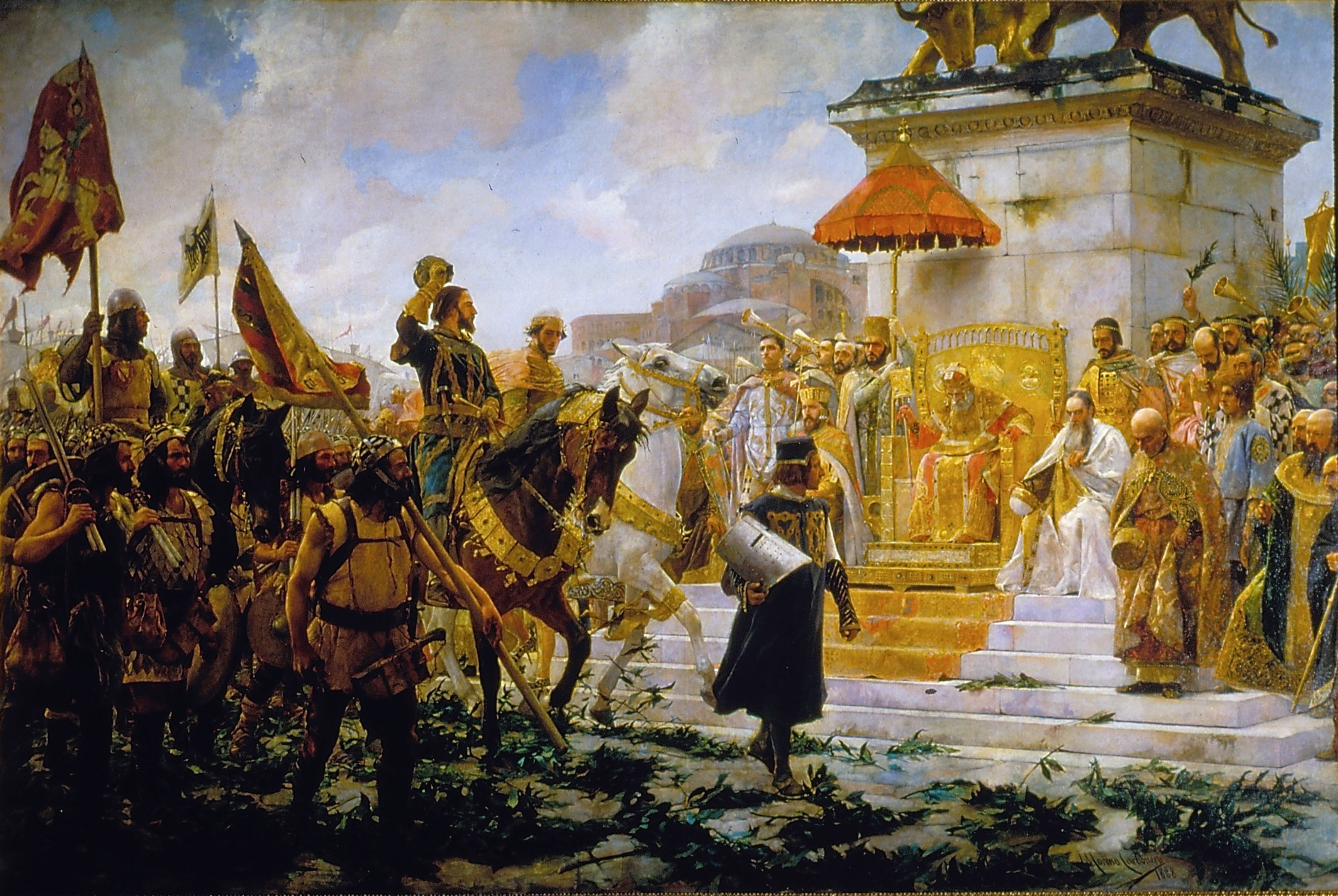
Entrada de Roger de Flor en Constantinopla, de José Moreno Carbonero. 1888. (Palacio del Senado de España).

Después de las relativamente exitosas operaciones contra los búlgaros, que parcialmente restauraron su prestigio militar, Miguel IX se estableció por un largo período de tiempo en algunas de las ciudades europeas del Imperio. La evidencia en fuentes diplomáticas revela el hecho de que Miguel IX estaba esencialmente al mando de las regiones de Tracia y Macedonia, con su primer asiento en Adrianópolis y después en Tesalónica.
Las nuevas dificultades para Bizancio y el joven emperador fueron causadas por la Gran Compañía Catalana del Reino de Aragón, que había llegado a reforzar, por una cuota, al ejército bizantino que estaba combatiendo contra los otomanos en el frente de Asia Menor. Los hispanos catalano-aragoneses, después de haber logrado cumplir con sus funciones, pasaron a atacar las posesiones bizantinas y otros territorios en Europa. Miguel trató de hacer frente a la amenaza catalano-aragonesa y finalmente planeó el asesinato de su líder, Roger de Flor, con la esperanza de desmoralizarlos y derrotarlos. En la primavera de 1305 Roger de Flor visitó a Miguel IX en Adrianópolis y fue asesinado en el palacio del joven emperador, pero el plan fracasó. El cronista catalán Ramón Muntaner, que fue testigo de estos eventos, dice de Miguel IX era «un maravilloso caballero que no le falta nada, salvo la honestidad». En la batalla de Apros en Tracia, a finales de la primavera de 1305, el numeroso y bien armado pero heterogéneo ejército del joven emperador sufrió una humillante derrota a manos de los catalano-aragoneses. Al parecer al inicio de la batalla los alanos abandonaron a los bizantinos, causando confusión. Percibiendo que las filas de su ejército se estaban deshaciendo, Miguel IX intentó arriesgar su propia vida para elevar la moral de sus desanimados soldados, pero no pudo alterar el resultado de la batalla.
La debilidad del ejército bizantino se manifestó una vez más durante el período 1311-1313, cuando los otomanos saquearon Tracia. En el combate contra el general Halil, el ejército de Miguel IX, compuesto principalmente por campesinos, sufrió una grave derrota en 1311. La tienda del emperador con todos sus tesoros cayeron en manos de los otomanos, mientras que Halil se colocó la corona imperial sobre su cabeza y se burló de Miguel IX. El miedo a los otomanos mantuvo a los bizantinos reprimidos en sus ciudades durante casi dos años, mientras que al parecer Andrónico II y Miguel IX enfrentaban ahora la amenaza otomana con un cierto grado de fatalismo.
Muy poco de información sobre la posterior carrera del emperador Miguel IX Paleólogo existe en fuentes orales. Se sabe que en 1319 Miguel y su esposa María fueron a Tesalónica. Nicéforo Grégoras enfatiza el hecho de que, cuando Miguel IX estaba a punto de partir, alguien predijo que pronto moriría ahí, pero el emperador hizo caso omiso de la predicción. Las fuentes no proporcionan información importante sobre sus actividades en la segunda ciudad más importante del Imperio, pero se sabe que reformó completamente la iglesia de San Demetrio, el santo patrono de la ciudad. Enfermo y afligido por las tragedias de su familia, porque en un corto período de tiempo había perdido dos de sus cuatro hijos (sus hijos, el déspota Manuel, y su hija Ana), murió el 12 de octubre de 1320.
Durante su largo reinado como coemperador (que se prolongó durante más de 25 años), Miguel IX emitió un considerable número de documentos, que también dan testimonio de sus amplios poderes, desconocido para los coemperadores bizantinos de otros tiempos. Un ejemplo característico es la crisóbula al monasterio de Iviron (agosto de 1310), así como la prostagma (cláusulas) al monasterio de Hilandar que data de marzo de 1305 (o 1320). Este prostagma es el primer documento de este tipo expedido por un coemperador y firmado con un monograma, un comunicado de mes e indicción, como era la costumbre con el primer emperador.

## Matrimonio y descendencia
Miguel IX Paleólogo se casó con Rita de Armenia (rebautizada María, después monja Xena), hija del rey León III de Armenia y de la reina Keran de Armenia el 16 de enero de 1294. De este matrimonio, Miguel IX tuvo cuatro hijos:
- Andrónico III Paleólogo, que se convirtió en emperador tras destronar a su abuelo en 1328.[9].
- Manuel Paleólogo, déspota. Fue muerto por soldados de su hermano mayor, que supuestamente le confundieron con un rival que cortejaba a una chica, deseada por Andrónico III.[10][11]
- Ana Paleóloga, que se casó con Tomás I Comneno Ducas[12], y luego con Nicolás Orsini, conde palatino de Cefalonia y Zacinto y déspota de Épiro.[8][13].
- Teodora Paleóloga, que se casó con Teodoro Svetoslav de Bulgaria y luego con Miguel Asen III de Bulgaria.[8][14]